# ミラクル・ランジェリー
『ミラクル・ランジェリー』は、帯ひろ志による日本の漫画作品。『月刊少年チャンピオン』（秋田書店）にて連載、単行本全4巻。話数カウントは「サイズ○」。

## 概要
身に着けると不思議な力を発揮する下着「ミラクル･ランジェリー」を、とあることから手に入れた少女・村上知里が、様々な事件やトラブルに巻き込まれ、ミラクル･ランジェリーの力で解決するドタバタギャグ漫画。少年誌としては過激とも言えるお色気表現（極力ぼかしてはいるが少年誌のお色気漫画では稀な射精描写があった）と、コミックスの入手困難さが相まって人気となり、ネットオークション等でプレミアム価格がつくこともあった。台湾など日本国外でも翻訳されて販売されていた。
2007年1月からeBookJapanで電子書籍としてオリジナル版の配信が始まり、2009年11月には集英社よりコミック文庫版（全2巻）で復刻刊行されて入手しやすくなった（ただし、こちらも後に絶版となっている）。なお、文庫版の復刻にあたって新作「ミラクルランジェリー2010」が描き下ろされている。
2014年8月5日よりマンガ図書館Zにてオリジナル版全4巻が無料公開されている。
この無料公開は作者・帯ひろ志の希望により実現したが、帯自身は公開の2日前・8月3日に急逝した。

## 登場人物
村上知里（むらかみ ちさと） 　
本作の主人公で14歳。宇宙から降ってきた隕石に入っていた下着「ミラクル・ランジェリー」を身に着ける事によって、不思議な能力を発揮する事ができる。下着を巡って様々なトラブルに巻き込まれる。
工藤大助（くどう だいすけ）
知里と同じ中学に通う少年。無類のスケベで、覗きや盗撮などの軽犯罪を行っている。知里と一緒に入浴した際、知里にペニスを不意に触られ射精してしまったこともある。
西音寺梅子（さいおんじ うめこ）
知里と同じ中学に通う少女。梅子という名前を嫌い、「プラム西音寺」と名乗っている。彼女もまた「ミラクル・ランジェリー」の持ち主であり、同じ下着を持つ知里を付け狙っている。大金持ちのお嬢様。
カルラ
父親を倒した知里に報復すべく宇宙より襲来した吸血鬼の娘。色々と知里に復讐を画策するが、元々善人な性格の為、ことごとく失敗。そのまま知里の家に居候する事になる。彼女もまた「ミラクル・ランジェリー」の持ち主である。